# رؤى فلسطينية (فلم)
رؤى فلسطينية هو فيلم وثائقي قصير أُنتج عام 1977، للمخرج الأردني عدنان مدانات وإنتاج مؤسسة السينما الفلسطينية التابعة لمنظمة التحرير الفلسطينية. يمتد على مدار 30 دقيقة ويُعرض بالألوان. عُرض الفيلم في مهرجان أفلام فلسطين في بغداد وحاز على الجائزة الفضية في العام 1978. ساهم في هذا الفيلم في توثيق التاريخ والثقافة الفلسطينية من خلال السينما.

## قصة الفيلم
يركز فيلم "رؤى فلسطينية" على حياة وأعمال الفنان الفلسطيني إبراهيم غنام، تأخذ الكاميرا المشاهد في رحلة مع غنام بينما يرسم على لوحة من القماش، مما يعطي المشاهد فرصة للتعرف على حياته الشخصية واستكشاف فلسطين في ذكرياته، تعرض رسومات غنام الثقافة والمجتمع الفلسطيني قبل النكبة في عام 1948، حيث يعيد الفيلم من خلال فنه الحياة لهذه الحقبة الزمنية المنسية. ويُعتبر جزءًا من تراث السينما الفلسطينية في مرحلة النضال الوطني الفلسطيني.